# Павловка (Милютинский район)
Па́вловка — хутор в Милютинском районе Ростовской области.
Входит в состав Маньково-Березовского сельского поселения.

## Население
| 2010 |
| ---- |
| 203  |

## Улицы
- ул. Гагарина,
- ул. Жукова,
- ул. Зои Космодемьянской,
- ул. Котовского,
- ул. Майская,
- ул. Пионерская,
- ул. Теневая.